# Maryna Viazovska
Maryna Serhijivna Viazovska (ukrainska: Марина Сергіївна В'язовська; född 1984)  är en ukrainsk matematiker som år 2016 löste sfärpackningsproblemet i åtta dimensioner  och i samarbete med andra löste det även i 24 dimensioner.  Problemet hade tidigare kunnat lösas för tre eller färre dimensioner. Beviset för den tredimensionella versionen (Keplers förmodan) innebar långa datorberäkningar. Däremot är Viazovskas bevis för 8 och 24 dimensioner "otroligt enkelt". 
Viazovska fick Fieldsmedaljen 2022.